# 李祁 (丰王)
李祁（?—?），唐朝皇子，是唐昭宗之子，生母不详。
《新唐书》中排序第十二位，在昭宗第十二子李祥后两位。天祐元年（904年）二月廿九日，李祁被他父亲唐昭宗封为丰王。其后事迹不详。
　　